# Laska (powiat chojnicki)
Laska (dodatkowa nazwa w j. kaszub. Lôska, niem. Laska) – wieś kaszubska w Polsce położona w województwie pomorskim, w powiecie chojnickim, w gminie Brusy na obszarze Zaborskiego Parku Krajobrazowego u ujścia rzeki Kulawy do Zbrzycy pomiędzy jeziorami Laska (objęte rezerwatem) i Zmarłym. Na południe od osady znajdują się rezerwaty „Jezioro Nawionek” i „Piecki”. W miejscowości zaczyna się trasa Ścieżki przyrodniczej „Doliny Kulawy”. W Lasce rośnie, mający 31 m wysokości i 822 cm w obwodzie, około 400-letni Dąb Łokietka.
W latach 1975–1998 miejscowość administracyjnie należała do województwa bydgoskiego.